# Interviews with Monster Girls
Interviews with Monster Girls (яп. 亜人ちゃんは語りたい Дэми-тян ва катаритай, «Деми хотят поговорить») — манга мангаки под псевдонимом Petos. Публиковалась с сентября 2014 года в журнале Young Magazine the 3rd издательства Kodansha. В 2021 году манга перешла в журнал Monthly Young Magazine, где и закончила свою сериализацию в 2022 году. Аниме-адаптация манги от студии A-1 Pictures выходила с января по март 2017 года.

## Сюжет
История происходит в эпоху, когда раскрылось существование полулюдей — людей, наделённых сверхъестественными качествами, которые легли в основу мифов и легенд разных стран и народов. Однако люди из-за недопонимания и прочих убеждений, опасаясь нестандартного соседства, подвергли их жесткой дискриминации и вынудили скрываться и жить отдельно. Но по прошествии времени люди сменили своё отношение к ним. Полулюди, которых теперь называют дэми, были признаны полноценными членами общества и начали мирно сосуществовать с людьми, а в отношении полулюдей с особенностями, неблагоприятно сказывающимися на повседневной жизни, начала действовать система обеспечения условий жизни.
Главный герой Тэцуо Такахаси интересуется полулюдьми и мечтает пообщаться с ними лично. Однако в современном мире дэми встречаются не часто, поэтому задача практически неосуществима. Но, устроившись учителем биологии в одной старшей школе, Тэцуо к своей радости обнаруживает среди своих учеников и коллег целую группу дэми. Давняя мечта исполнилась, он может лично пообщаться с этими редкими существами и узнать о них как можно больше, а также помочь им освоиться в стенах школы и вписаться в остальной коллектив.

## Персонажи

### Дэми
- Хикари Таканаси (яп. 小鳥遊 ひかり Таканаси Хикари) — ученица класса 1-B, очень энергичный и весёлый вампир. Ленива в учёбе. Из-за малокровия вампиров ей необходимо пить кровь, но она предпочитает не высасывать её напрямую, кусая людей, а вместо этого пить кровь из пакетов, предоставляемых ей правительством раз в месяц. Имеет свой специальный холодильник, в котором хранит пакеты с кровью, но часто использует его не по назначению. Не очень разборчива в еде. Любит есть печенье и пить томатный сок. Питьё крови у людей для вампиров очень интимное и смущающее действие, и Хикари проще поцеловать человека, чем выпить у него крови. Однако из-за того, что у неё часто чешутся клыки, Хикари хочется их поточить, и она покусывает руки людей, имея в этом свои предпочтения. Вопреки мифам и суевериям, связанным с вампирами, она любит есть чеснок, не боится крестов и отражается в зеркальных поверхностях. Из-за острого зрения не любит яркий свет, плохо переносит жару, а из-за чувствительной кожи легко обгорает. Её глаза светятся в темноте, как у ночных животных. Любит подшучивать над окружающими. Несмотря на свой, на первый взгляд, несерьёзный и поверхностный характер, внимательна к окружающим и стремится им помочь. Имеет предостаточно знаний о романтике, однако любовного опыта не имеет.

Сэйю: Каэдэ Хондо.
- Кёко Мати (яп. 町 京子 Мати Кё:ко) — одноклассница Химари, скромная дюллахан — дэми, чья голова постоянно отделена от тела, а из обрубка шеи горит сине-зелёное пламя. Обычно Кёко носит свою голову с собой в руках, но в принципе голова и тело могут быть разнесены на сотни километров без какого-либо вреда для девушки. Даже без присмотра головы хорошо управляет телом и может выполнять простые операции, например передвигаться по знакомой местности и писать по памяти, не глядя на бумагу. Пламя Кёко тёплое и не обжигающее, но если в него что-то всунуть, то, по словам Кёко, ощущения очень нервирующие и неприятные. Интенсивность пламени зависит от эмоционального состояния Кёко. Вначале ей было трудно подружиться с кем-то, так как людям было неудобно говорить с ней из-за раздельности головы и тела. Любит, когда её голову обнимают. Носит короткую причёску, так как с длинными волосами голова будет выскальзывать из рук. Испытывает симпатию к Такахаси-сэнсэю. Также известно, что вместе с Кёко в мире живут только три дюллахана, она единственный дюллахан в Японии. По словам Сомы, шея Кёко (и любого другого дюллахана) представляет собой искривление пространства («кротовую нору»). После посещения университета и общения с Сомой решает, что по окончании обучения хочет стать учёным и изучать дюллаханов.

Сэйю: Минами Синода.
- Юки Кусакабэ (яп. 日下部 雪 Кусакабэ Юки) — ученица класса 1-A, робкая юки-онна (снежная дева), чьё тело всегда холодное. Переехала из заснеженной сельской местности после окончания средней школы и долгое время не могла освоиться в городе. Плохо переносит тепло и мало потеет. Распространяет холодный воздух, когда испытывает отрицательные эмоции. Из-за своей нечеловеческой природы старалась держать дистанцию с обычными людьми, опасаясь, что может нанести им вред, но Тэцуо показал ей, что единственное, что ей под силу заморозить, — это её собственные слёзы и пот. Вопреки легендам, современные возможности юки-онна сильно преувеличены. Имеет младшую сестру. Любит старую комедийную мангу и чёрный юмор, однако старается держать это в секрете.

Сэйю: Сиина Нацукава.
- Сакиэ Сато (яп. 佐藤 早紀絵 Сато: Сакиэ) — 24-летняя коллега Тэцуо, учительница математики в старшей школе «Сибадзаки». Суккуб. Способности суккуба у Сакиэ начали проявляться ещё в начальной школе. Из-за сильного афродизиака, который вырабатывает её тело, она постоянно должна принимать меры предосторожности, чтобы избежать непреднамеренного соблазнения окружающих, например, носить спортивный костюм, чтобы скрыть своё тело, и ездить на поезде только ранним утром и поздним вечером, чтобы избежать толпы людей. Однако, засыпая, девушка теряет контроль над своими способностями. Из-за этого суккубам не разрешено жить в многоквартирных домах, и Сакиэ была вынуждена поселиться в одиноком обветшалом доме за городом. В легендах суккубов часто изображают с демоническими атрибутами, вроде перепончатых крыльев и хвоста, однако Сакиэ выглядит как обычная девушка с соблазнительной фигурой. Постепенно влюбляется в Тэцуо, считая, что он невосприимчив к её афродизиаку, однако он, несмотря на внешнюю невозмутимость, реагирует так же, как и все. Из-за своих особенностей любовного опыта не имеет, так как опасается, что в неё влюбятся как в суккуба, а не как в личность. Как и Юки, любит старую комедийную мангу. В средней школе занималась дзюдо.

Сэйю: Ёко Хикаса.
- Курц (яп. クルツ Куруцу) — молодой парень из Германии, при первой встрече прикинувшийся учеником по обмену. Следователь по делам дэми, подчинённый Угаки и его кохай. Имеет хорошую боевую подготовку. Является инкубом, поэтому невосприимчив к обольщению суккубов. Также, в отличие от суккубов, его влияние на противоположный пол очень слабое.

Сэйю: Сора Амамия.
- Человек-невидимка — девочка-невидимка, появившаяся в одной из дополнительных глав манги. Предположительно, переведённая ученица. Так как люди её не видят, она ходит полностью голая, не испытывая при этом стыда. При этом сама себя она тоже не видит. Однако этого дэми можно увидеть, если сделать портрет, слепок лица, 3D изображение тела. Люди должны прикасаться к ней, чтобы зарисовать, что они чувствуют, благодаря этому дэми можно будет представить и увидеть вживую.
- Ёко Такахаси — 18-летняя студентка научного университета Мусасино. Племянница Тэцуо. До недавнего времени жила одна. После внезапного появления в её доме Дзасико сначала хотела всеми силами от неё избавиться, но вскоре привязалась к ней. Сильно изменилась после появления маленькой дэми у себя дома. Пригласила своего дядю и Сому помочь разобраться с дзасики-вараси. Неравнодушна к Соме. По словам Сомы, её тесная связь с Дзасико обуславливается тем, что она также является дэми, а точнее медиумом, и способна видеть пространственные искажения и проявления других измерений.
- Дзасико — девочка дзасики-вараси, внезапно появившаяся в доме Ёко и привязавшаяся к ней. Не может покинуть дом. Голос Дзасико не слышит никто, кроме Ёко. Её куртка является частью её тела, она не пачкается и не нуждается в стирке, от неё также нельзя избавиться, выбросив из дома. Все действия, совершаемые Дзасико, со стороны выглядят так, будто их совершает сама Ёко. По словам Сомы, Дзасико, как и дюллаханы, тоже путешествует между измерениями, но в отличие от них, в другом измерение у неё находится не шея, а всё тело.
- Каору Хига — девочка-кидзимуна, ученица по обмену с Окинавы, временно обучающаяся в старшей школе «Сибадзаки». Загорелая, носит матроску и тёмные очки. Её семья на Окинаве владеет букинистическим магазином. Хига способна видеть чувства людей в форме цветной ауры, и, доподлинно зная, сколь часто слова людей расходятся с их истинными чувствами, привыкла не доверять окружающим. Встретившись с Такахаси и девочками-дэми, постепенно становится более открытой и общительной. Испытывает ужас, глядя в глаза мертвых существ, в частности — рыб (с чем связана легенда о том, что кидзимуна вырывает глаза у пойманных рыб). Сома предположил, что через мёртвые глаза кидзимуна способны заглядывать в другое измерение.

### Люди
- Тэцуо Такахаси (яп. 高橋 鉄男 Такахаси Тэцуо) — протагонист истории. Учитель биологии в старшей школе «Сибадзаки», со студенческих лет увлекающийся полулюдьми и стремящийся узнать о них как можно больше. По специальности физиолог. Среди своих учеников имеет прозвище «Железный человек», возникшее из-за его крупного мускулистого телосложения и имени (игра слов, тэцу (яп. 鉄), «железо»). Почти всегда спокоен и невозмутим. Тэцуо — добродушный, открытый и ответственный человек, желающий помогать всем — и подросткам, и дэми.

Сэйю: Дзюнъити Сувабэ.
- Химари Таканаси (яп. 小鳥遊 ひまり Таканаси Химари) — ученица класса 1-C, младшая сестра-близнец Хикари. В противовес сестре, гораздо более серьёзная, отличница. В отличие от Хикари, является обычным человеком (появление дэми обуславливается генетическими мутациями). Часто безуспешно пытается сделать свою сестру более ответственной. Несмотря на постоянные споры с Хикари, заботится о ней и имеет с ней много общего. Из-за того, что Хикари родилась со светлыми волосами, как и её отец, Химари решила сделать свои волосы светлее, однако утверждает, что просто поддалась модным веяниям.

Сэйю: Линн.
- Юсукэ Сатакэ (яп. 佐竹 裕介 Сатакэ Ю:сукэ) — одноклассник Юки и Дзюнъити. Энергичный парень, всегда рядом с Отой. Постепенно становится более общительным со своими дэми-товарищами. Проявляет интерес к Юки.

Сэйю: Юсукэ Кобаяси.
- Дзюнъити Ота (яп. 太田 淳一 Ота Дзюнъити) — одноклассник Юки и друг Юсукэ. Постепенно становится более общительным с дэми.

Сэйю: Сюнъити Янагита.
- Сидзука Кимура (яп. 木村 静香 Кимура Сидзука) — одноклассница Химари и Ацуми. Вместе с Ацуми любила посплетничать о Юки за её спиной, так как считала её высокомерной и поэтому необщительной, но после содействия Хикари перестала. Постепенно становится более общительной со своими дэми-товарищами и дружелюбной с Юки, прояснившей недопонимание между ними.

Сэйю: Сидзука Исигами.
- Ацуми Имори (яп. 井森 敦美 Имори Ацуми) — одноклассница Химари и подруга Сидзуки. Именно она первой проявила инициативу по сближению со своими дэми-товарищами. Любит томатный сок.

Сэйю: Ацуми Танэдзаки.
- Заместитель директора — очень серьёзный человек. Был обеспокоен излишнем вниманием Такахаси к своим дэми-ученицам, так как считал, что они должны общаться и проводить время со своими сверстниками, а не только с ним. Но вскоре убедился, что вмешательство и внимание Тэцуо пошло дэми на пользу.
- Таэко Хатигуса — медсестра в старшей школе «Сибадзаки». Очень нервничает, когда нужно иметь дело с лечением и осмотром учеников-полулюдей.
- Кодзи Таканаси (яп. 小鳥遊 浩二 Таканаси Кодзи) — отец Химари и Хикари, обычный человек. Домохозяин. Из-за того, что Хикари, будучи дэми, родилась со светлыми волосами, Кодзи решил обесцветить свои волосы, чтобы дочь не чувствовала себя белой вороной. Состоит в хороших отношениях с семьями Мати и Кусакабэ.

Сэйю: Тору Окава.
- Мидори Таканаси — мать Химари и Хикари, жена Кодзи. Обычный человек. Бойкая и активная работница.
- Угаки (яп. 宇垣) — близкий знакомый Сато. Сэмпай Курца. Следователь в Департаменте полулюдей, в частности по делам суккубов. Опекает Сакиэ и пытается подтолкнуть её к соблазнению Такахаси-сэнсэя в надежде, что это наладит её личную жизнь.

Сэйю: Кэндзиро Цуда.
- Сома (яп. 相馬 Со:ма) — студенческий друг и бывший одногруппник Тэцуо, доцент научного университета Мусасино. Физик. Довольно эксцентричный, но умный человек. Проявляет интерес к дэми. Предложил теорию о том, что у Кёко есть шея, которая соединяет её рот с желудком и лёгкими, но каким-то образом существует в «другом пространстве» и служит червоточиной между её головой и телом. По его мнению, это может послужить прогрессу перемещения материи в пространстве и времени.

Сэйю: Нацуки Ханаэ.
- Так-кун — глава хулиганов в школьные годы Сэкиэ. Когда начали ходить слухи о том, что Сато суккуб, Так-кун начал к ней приставать. Сэкиэ удалось скрутить и поставить его на место, но из-за действия силы суккуба он стал мазохистом. Таким образом репутация хулигана была разрушена.

## Медиа

### Манга
Манга за авторством мангаки под псевдонимом Petos выходила с 5 сентября 2014 года по 6 апреля 2021 года в журнале Young Magazine the 3rd издательства «Коданся». 20 мая 2021 года серия перешла в журнал Monthly Young Magazine. Манга закончилась 19 декабря 2022 года.
Издательство Kodansha Comics USA объявило о лицензировании манги для выпуска на английском языке в марте 2016 года.
Спин-офф манга Occult-chan wa Katarenai, написанная Каэ Хосимото и иллюстрированная Хадзимэ Хондой под руководством Petos, начала выходить в февральском выпуске журнала Young Magazine the 3rd 5 января 2019 года. Сюжет сосредоточен на Ёко Такахаси, племяннице Тэцуо, и её жизни с дэми Дзасико. Серия также перешла в журнал Monthly Young Magazine 20 мая 2021 года, а затем, 20 декабря 2021 года, на веб-сайт YanMaga Web.

#### Список томов манги
| №  | На японском           | На японском            | На английском         | На английском          |
| №  | Дата публикации       | ISBN                   | Дата публикации       | ISBN                   |
| -- | --------------------- | ---------------------- | --------------------- | ---------------------- |
| 1  | 6 марта 2015 года     | ISBN 978-4-06-382578-7 | 1 ноября 2016 года    | ISBN 978-1-63-236358-9 |
| 2  | 4 сентября 2015 года  | ISBN 978-4-06-382669-2 | 17 января 2017 года   | ISBN 978-1-63-236387-9 |
| 3  | 18 марта 2016 года    | ISBN 978-4-06-382757-6 | 7 марта 2017 года     | ISBN 978-1-63-236388-6 |
| 4  | 20 сентября 2016 года | ISBN 978-4-06-382852-8 | 9 мая 2017 года       | ISBN 978-1-63-236389-3 |
| 5  | 20 апреля 2017 года   | ISBN 978-4-06-382942-6 | 11 июля 2017 года     | ISBN 978-1-63-236435-7 |
| 6  | 18 мая 2018 года      | ISBN 978-4-06-511284-7 | 18 сентября 2018 года | ISBN 978-1-63-236487-6 |
| 7  | 18 апреля 2019 года   | ISBN 978-4-06-515281-2 | 24 сентября 2019 года | ISBN 978-1-63-236488-3 |
| 8  | 20 февраля 2020 года  | ISBN 978-4-06-517859-1 | 13 октября 2020 года  | ISBN 978-1-64-651050-4 |
| 9  | 19 ноября 2020 года   | ISBN 978-4-06-521376-6 | 23 ноября 2021 года   | ISBN 978-1-64651-239-3 |
| 10 | 18 ноября 2021 года   | ISBN 978-4-06-525878-1 | 7 июня 2022 года      | ISBN 978-1-64651-480-9 |
| 11 | 20 февраля 2023 года  | ISBN 978-4-06-529800-8 | 26 сентября 2023 года | ISBN 978-1-64651-580-6 |

### Аниме
3 сентября 2016 года была анонсирована адаптация манги в формат аниме-сериала.
Сериал создавался под руководством режиссёра Рё Андо на анимационной студии A-1 Pictures. Сценаристом аниме выступил Такао Ёсиока, дизайн персонажей был представлен Тэцуей Каваками, музыка написана Масару Ёкоямой.
Аниме выходило на Tokyo MX, MBS и BS11 с 7 января по 25 марта 2017 года. Трансляцией сериала с субтитрами занимается компания Crunchyroll. Аниме также доступно к просмотру на русском языке через русскую версию сайта дистрибьютора. Компания Funimation дублирует аниме на английский. 13-й ONA-эпизод вышел 29 июня 2017 года.
Начальная тема
- «Original.»

Исполняет: TrySail.
Завершающая тема
- «Fairytale».

Исполняет: Sangatsu no Phantasia.

#### Список серий аниме
| № серии  | Название серии | Трансляция в Японии. |
| -------- | --- | -------------------- |
| 1        | Tetsuo Takahashi Wants an Interview/Тэцуо Такахаси хочет поболтать «Такахаси Тэцуо ва катаритай» (高橋鉄男は語りたい)        | 7 января 2017 года   |
| 2        | Dullahan-chan Wants to be Coddled/Даллахан-тян хочет баловаться «Дюрахан-тян ва амаэтай» (デュラハンちゃんは甘えたい)        | 14 января 2017 года  |
| 3        | Succubus-san is a Real Adult/Суккуб-сан — настоящий взрослый «Сакюбасу-сан ва ий отона» (サキュバスさんはいい大人)           | 21 января 2017 года  |
| 4        | Tetsuo Takahashi Wants to Protect/Тэцуо Такахаси хочет защитить «Такахаси Тэцуо ва маморитай» (高橋鉄男は守りたい)           | 28 января 2017 года  |
| 5        | Snow Woman-chan is Cold/Юки-онна-тян хочет показать «Юки-онна-тян ва цумэтай» (雪女ちゃんは冷たい)                           | 4 февраля 2017 года  |
| 6        | The Takanashi Sisters Are Undeniable/Сёстры Таканаси не ссорятся «Таканаси симай ва арасоэнай» (小鳥遊姉妹は争えない)        | 11 февраля 2017 года |
| 7        | Succubus-san is Inquisitive/Суккуб-сан любознательна «Сакюбасу-сан ва ибукасигэ» (サキュバスさんはいぶかしげ)                | 18 февраля 2017 года |
| 8        | Demi-chans Want to Learn/Дэми-тян хочет учиться «Дэми-тян ва манабитай» (亜人ちゃんは学びたい)                               | 25 февраля 2017 года |
| 9        | Demi-chans Want to Try/Дэми-тян попытается «Дэми-тян ва тамэситай» (亜人ちゃんは試したい)                                    | 4 марта 2017 года    |
| 10       | The Dullahan Surpasses Space-Time/Даллахан-тян, обгоняющая время «Дюрахан-тян ва дзику: во коэтэ» (デュラハンは時空を超えて) | 11 марта 2017 года   |
| 11       | Demi-chans Want to Support/Дэми-тян хочет поддержать «Дэми-тян ва сасаэтай» (亜人ちゃんは支えたい)                           | 18 марта 2017 года   |
| 12       | Demi-chans Want to Swim/Дэми-тян хочет плавать «Дэми-тян ва оёгитай» (亜人ちゃんは泳ぎたい)                                  | 25 марта 2017 года   |
| 13 (ONA) | The Demi-chans' Summer Break/Летние каникулы Дэми-тян «Дэми-тян но нацуясуми» (亜人ちゃんの夏休み)                           | 29 июня 2017 года    |

1. ↑  Все английские названия взяты с Funimation.

## Восприятие
По состоянию на сентябрь 2016 года было напечатано 550 000 экземпляров серии из трех томов. По состоянию на декабрь 2016 года было напечатано более 1,1 миллиона экземпляров. Второй том занял 13-е место в чартах манги Oricon, в течение первой недели после выхода были проданы 39 876 экземпляров. Он упал до 14-го места на второй неделе были проданы ещё 32 283 экземпляра. Третий том занял 21-е место, за первую неделю было продано 55 907 копий.
Редактор Anime News Network Терон Мартин опубликовал положительный обзор сериала в 2018 году. Он похвалил симпатичных главных персонажей, особенно выделив Тэцуо и Хикари, внимание истории к деталям, взаимодействие между персонажами, заключив, что «В целом, Interviews with Monster Girls скромная, иногда вдумчивая комедия, которая замечательно справляется со своей задачей, избегая более серьёзных подводных камней, типичных для тега "девушка-монстр"».
Манга Interviews with Monster Girls была номинирована на премию Crunchyroll Anime Awards 2018 в категории «Best Slice of Life», но проиграла манге «Последнее путешествие девочек».